# Štáblovice (železniční zastávka)
Štáblovice jsou železniční zastávka v osadě Štáblovický Mlýn na katastru obce Štáblovice v okrese Opava, Štáblovice leží jižně od zastávky, nejbližší obcí je Uhlířov východním směrem. Zastávka se nachází v km 8,961 jednokolejné Opava východ – Svobodné Heřmanice mezi odbočkou Moravice a dopravnou Mladecko.

## Historie
Zastávka s tehdejším německým názvem Stablowitz byla dána do provozu 29. června 1892, tedy současně se zprovozněním tratě z Opavy do Horního Benešova. Od roku 1918 se používá české pojmenování Štáblovice, výjimkou bylo pouze období let 1938 až 1945, kdy se opět používalo německé označení Stablowitz.

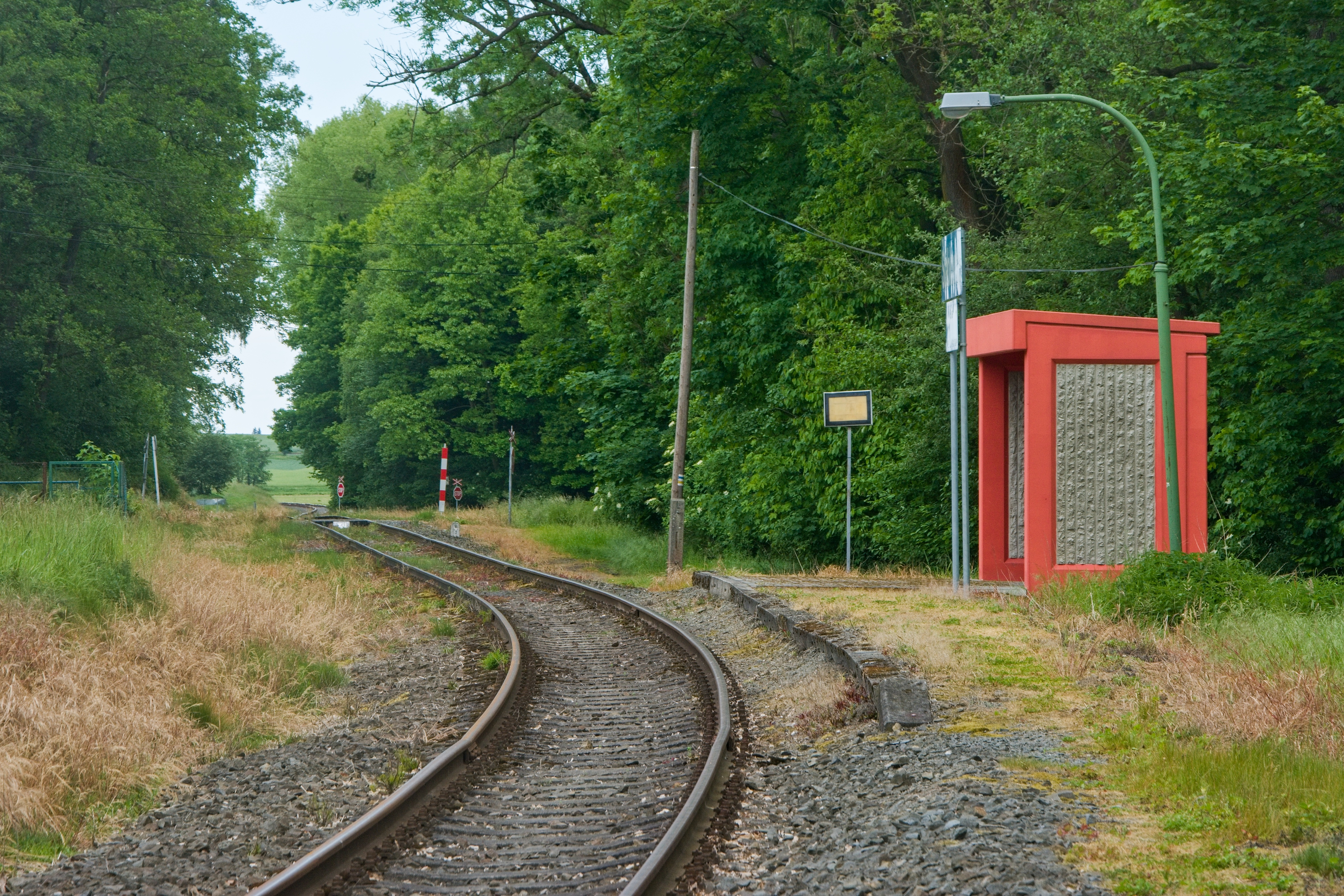
Celkový pohled na zastávku

## Popis zastávky
V zastávce Štáblovice je u traťové koleje zřízeno vnější jednostranné nástupiště o délce 56 m s nástupní hranou ve výšce 200 mm nad temenem kolejnice. Cestujícím je k dispozici přístřešek.
U zastávky směrem k odbočce Moravice se v km 8,878 nachází přejezd P7828 zabezpečený výstražnými kříži, na kterém trať kříží účelová komunikace v obci Štáblovice.